# VII. Benedek pápa
VII. Benedek (latinul: Benedictus), (? – 983. július 10.) léphetett fel az apostoli szent trónra 137.-ként 974 szeptemberében. Elődjének uralma súlyos zavargásokba torkollott, és a homályos kora középkori történetírás nem részletezi kétséget kizáróan VI. Benedek pápa lemondásának és halálának körülményeit. (Egyes források szerint VII. Bonifác emberei fojtották meg.) A Rómában fellázadt németellenes nemesség elfogadta végül II. Ottó császár jelöltjét, aki közel kilenc éven keresztül uralkodott a városon.

## Élete
Benedek az örök városban látta meg a napvilágot, apját Dávidnak nevezték. Az Úr szolgálatába állva évek múltán Sutri püspöke lett. Legközelebb a krónikák csak 974 októberében említik újra nevét, amikor a lázadó római nemesek az Angyalvárba zárták VI. Benedeket, mivel túlzottan támogatta a német-római császárt. A lázongó várost végül Ottó egyik követének, Sicconak sikerült megzabolázni. A császári helytartó nyomására egy férfiút választottak meg pápának, aki a régi Tusculumi család sarja, és igen jó barátságban áll a nagyhatalmú Crescenti családdal is. Miután nem részletezett körülmények között Benedek elődje örökre kilehelte lelkét, a világi uralom teljes beleegyezésével VII. Benedeket szentelték fel a pápai trónra.

De a nemesi származás nem győzött meg mindenkit a városban, ezért az előkelők egyik csoportja VII. Bonifácot támogatva ellenpápát állított. II. Ottó közbelépésével hamarosan elrendeződött a vita Benedek javára. Bonifácot az újdonsült egyházfő kiátkozta az egyházból, és Bizáncba száműzte.
Önálló kormányzásának kezdetén Benedek megerősítette Ottó császári jogait, majd megkezdődött kilencéves, nem túl eseménydús pontifikátusa. Bonifác elűzése után Rómában fennmaradt a Benedek- és német-ellenes párt, akik többször igen keményen megszorongatták a pápai hatalmat. Uralkodása alatt támogatta a kolostorokat, kiváltképp a clunyi apátságot és annak reformjait. Az egyházi reformokról gyakran beszélt Ottóval is, de az még váratott magára. 981 márciusában a Szent Péter-bazilikában összehívott zsinaton erélyesen fellépett az egyházban egyre terjedő szimónia ellen. Nagy odaadással támogatta a pogány szlávok térítését. Ezen felül a korabeli források még egy említésre méltó eseményt jegyeztek fel Benedek uralkodásából. Az elnyomott afrikai egyházak kétségbeesett levelet írtak az egyházfőnek, hogy támogassa lelküket a nehéz időkben. Az iszlám gyűrűbe zárt afrikai keresztények élére Benedek Karthágóba küldött egy papot, hogy vezesse az ottani nyájat.

Kilenc évnyi nyugalmas regnálás után 983. július 10-én halt meg.

## Művei
- Documenta Catholica Omnia (latin nyelven). (Hozzáférés: 2011. december 6.)